# GameBox
GameBox（韓語：게임박스）是KT營運的雲端遊戲服務，服務於2020年8月12日推出，2023年6月30日下線。GameBox提供上百款遊戲，支持iOS、Android、PC及KT旗下IPTV品牌Genie TV。

## 歷史
KT從2019年開始與台灣雲端串流服務公司優必達合作準備推出雲端遊戲服務，2020年8月12日雲端遊戲服務GameBox正式推出，服務採用訂閱制，提供約100款電腦及主機遊戲。推出初期僅支持Android手機使用，並計劃在2020年內支持iOS、PC及KT旗下IPTV品牌Genie TV。GameBox是繼SK电讯與微軟合作推出的Xbox Cloud Gaming，LG U+與NVIDIA合作推出的GeForce Now後，韓國第三個推出的雲端遊戲服務，也是首個支持iOS平台的雲端遊戲服務。
2021年2月25日，GameBox上線三款韓國獨立遊戲，KT計劃未來與韓國獨立遊戲協會合作擴大獨立遊戲市場。同年8月12日，服務推出一週年，KT表示訂閱GameBox的用戶超過15萬，用戶超過八成為男性，用戶年齡以20到30歲為主。2022年6月，GameBox開始支持大型多人在线角色扮演游戏，訂閱用戶超過30萬。2023年2月開始，KT停止了GameBox新用戶訂閱服務，同年6月30日GameBox停止服務。